# Chou Meng-tieh
Chou Meng-tieh (chinois : 周夢蝶, né le 29 décembre 1921 – mort le 1er mai 2014) est un poète et écrivain taïwanais. Il est né dans le comté de Xichuan de la province du Henan, en République de Chine. Il vivait à Tamsui, Nouveau Taipei.

## Chronologie
- 1948 : inscrit à la Brigade des jeunes de Chine à cause de la guerre, il est contraint d'abandonner l'école. Envoyé à Taïwan avec l'armée de Tchang Kaï-chek durant la guerre civile chinoise, il est forcé de quitter sa femme, deux fils et une fille dans la Chine continentale[2].
- 1952 : commence à écrire dans le Central Daily News et à publier de la poésie.
- 1955 : retraité de l'armée.
- 1959 : commence à vendre des livres en dehors du Café Astoria à Taipei et publie son premier livre de poésie intitulé Lonely County.
- 1980 : le magazine américain Orientations le distingue en tant que « prophète de la rue Amoy ». Au cours de la même année, il doit fermer son étal de livre en face du Café Astoria en raison d'une opération d'un ulcère gastrique. Il a également remporté le Prix des Lauréats Littérature dans la Fondation Nationale de la Culture et Arts[3].